# Pulitzer-Preis 1989
Der Pulitzer-Preis 1989 war die 73. Verleihung des US-amerikanischen Literaturpreises. Die Jury bestand aus 16 Personen. Das „Pulitzer Prize Board“ vergab Preise für Arbeiten, die während des Kalenderjahres 1988 entstanden waren.

## Bereich Journalismus(Journalism)
| Kategorie                                                  | Preisträger                                                                                                  | Begründung |
| ---------------------------------------------------------- | --- | --- |
| Aktuelle Berichterstattung (Breaking News Reporting)       | Mitarbeiter des Louisville Courier-Journal                                                                   | Preis verliehen für die vorbildliche erste Berichterstattung über einen Busunfall, bei dem 27 Menschen ums Leben kamen, und die anschließende gründliche und wirksame Untersuchung der Ursachen und Auswirkungen der Tragödie. |
| Dienst an der Öffentlichkeit (Public Service)              | Anchorage Daily News                                                                                         | Preis verliehen für die Berichterstattung über die hohe Häufigkeit von Alkoholismus und Selbstmord unter den Ureinwohnern Alaskas in einer Serie, die die Aufmerksamkeit auf ihre Verzweiflung lenkte und zu verschiedenen Reformen führte.                                                                                                   |
| Investigativer Journalismus (Investigative Reporting)      | Bill Dedman von The Atlanta Journal-Constitution                                                             | Preis verliehen für seine Untersuchung der von Kreditinstituten in Atlanta praktizierten Rassendiskriminierung, deren Berichte zu erheblichen Reformen dieser Richtlinien führten. |
| Hintergrundberichterstattung (Explanatory Journalism)      | David Hanners (Reporter), William Snyder (Fotograf) und Karen Blessen (Künstler) von The Dallas Morning News | Preis verliehen für ihren Sonderbericht über einen Flugzeugabsturz von 1985, die Folgeuntersuchung und die Auswirkungen auf die Flugsicherheit. |
| Beat Reporting (Specialized Reporting)                     | Edward Humes vom Orange County Register                                                                      | Preis verliehen für seine ausführliche Berichterstattung über das militärische Establishment in Südkalifornien. |
| Kritik (Criticism)                                         | Michael Skube vom News & Observer (Raleigh)                                                                  | Preis verliehen für seine Artikel über Bücher und andere literarische Themen. |
| Karikatur (Editorial Cartooning)                           | Jack Higgins von der Chicago Sun-Times                                                                       | |
| Leitartikel (Editorial Writing)                            | Lois Wille von der Chicago Tribune                                                                           | Preis verliehen für ihre Leitartikel zu verschiedenen lokalen Themen. |
| Kommentar (Commentary)                                     | Clarence Page von der Chicago Tribune                                                                        | Preis verliehen für seine provokanten Kolumnen zu lokalen und nationalen Angelegenheiten. |
| Auslandsberichterstattung (International Reporting)        | Bill Keller von The New York Times                                                                           | Preis verliehen für eine einfallsreiche und detaillierte Berichterstattung über die Ereignisse in der UdSSR. |
| Auslandsberichterstattung (International Reporting)        | Glenn Frankel von The Washington Post                                                                        | Preis verliehen für sensible und ausgewogene Berichterstattung aus Israel und dem Mittleren Osten. |
| Berichterstattung im Inland (National Reporting)           | Donald L. Barlett und James B. Steele von The Philadelphia Inquirer                                          | Preis verliehen für ihre 15-monatige Untersuchung der Gewehrschussbestimmungen im Steuerreformgesetz von 1986. Die Serie rief eine so große öffentliche Empörung hervor, dass der Kongress anschließend Vorschläge ablehnte, die vielen politisch verbundenen Einzelpersonen und Unternehmen besondere Steuererleichterungen gebracht hätten. |
| Feature Writing (Feature Writing)                          | David Zucchino von The Philadelphia Inquirer                                                                 | Preis verliehen für seine äußerst fesselnde Serie „Being Black in South Africa“ (im Deutschen: Schwarz sein in Südafrika). |
| Aktuelle Fotoberichterstattung (Breaking News Photography) | Ron Olshwanger (freiberuflicher Fotograf)                                                                    | Preis verliehen für ein im St. Louis Post-Dispatch veröffentlichtes Bild eines Feuerwehrmanns, der bei einem aus einem brennenden Gebäude geretteten Kind Mund-zu-Mund-Beatmung durchführt. |
| Feature-Fotoberichterstattung (Feature Photography)        | Manny Crisostomo von der Detroit Free Press                                                                  | Preis verliehen für seine Fotoserie, die das Studentenleben an der Southwestern High School in Detroit zeigt. |

## Bereich Literatur, Theater und Musik(Books, Drama & Music)
| Kategorie                                                   | Preisträger |
| ----------------------------------------------------------- | --- |
| Geschichte (History)                                        | Battle Cry of Freedom: The Civil War Era von James M. McPherson (Oxford University Press)                                                        |
| Geschichte (History)                                        | Parting the Waters: America in the King Years 1954-1963 von Taylor Branch (Simon & Schuster)                                                     |
| Belletristik (Fiction)                                      | Breathing Lessons (deutscher Titel: Atemübungen) von Anne Tyler (Alfred A. Knopf)                                                                |
| Sachbuch (General Nonfiction)                               | A Bright Shining Lie: John Paul Vann and America in Vietnam von Neil Sheehan (Random House)                                                      |
| Musik (Music)                                               | Whispers Out of Time von Roger Reynolds (C. F. Peters) Premiere am 11. Dezember 1988 in der Buckley Recital Hall, Amherst College, Massachusetts |
| Dichtung (Poetry)                                           | New and Collected Poems von Richard Wilbur (Harcourt Brace Jovanovich)                                                                           |
| Theater (Drama)                                             | The Heidi Chronicles von Wendy Wasserstein (Fireside Theatre)                                                                                    |
| Biographie oder Autobiographie (Biography or Autobiography) | Oscar Wilde (deutscher Titel: Oscar Wilde: Eine Biographie) von Richard Ellmann (Alfred A. Knopf)                                                |